# Richard Süßmeier

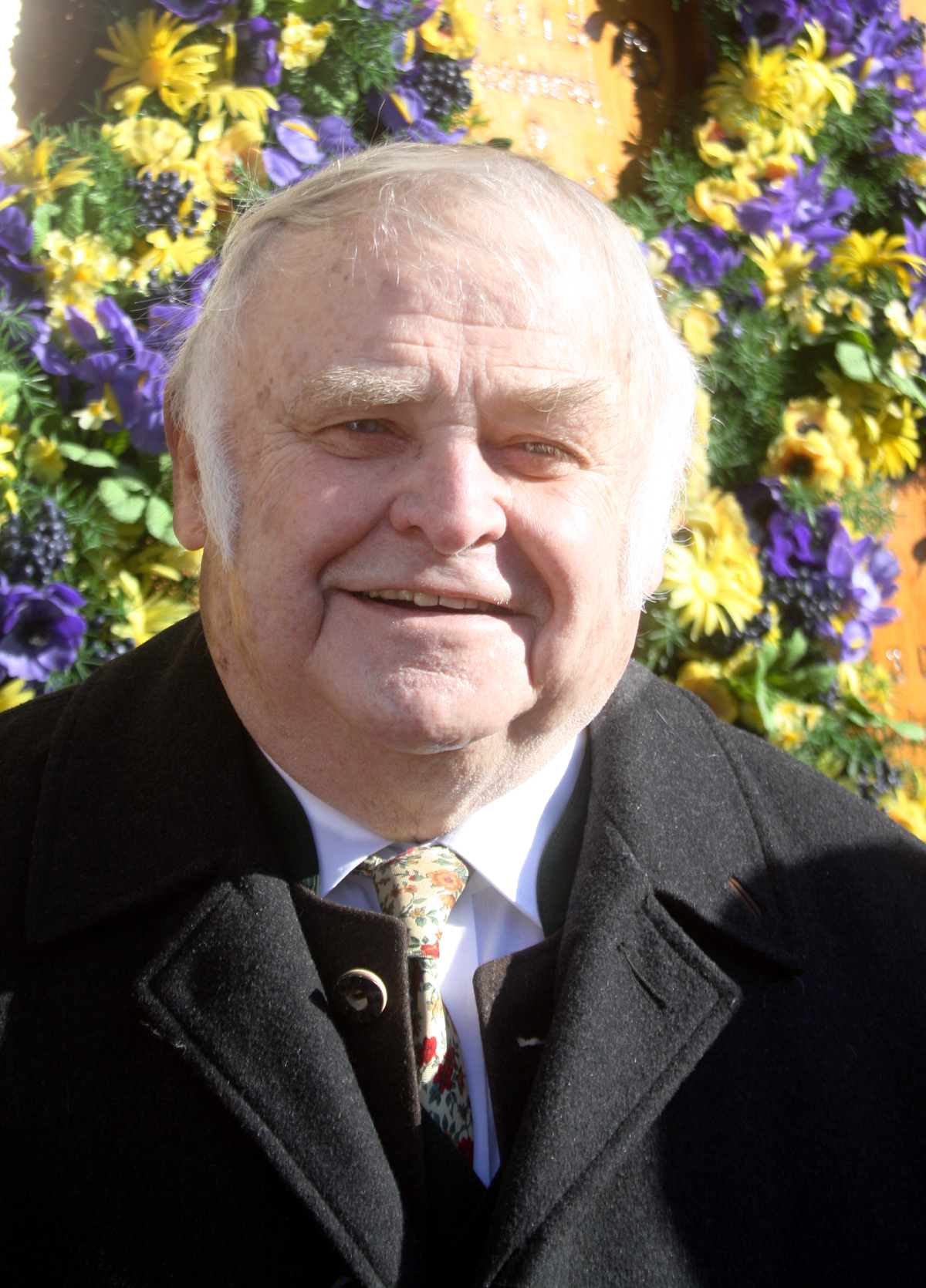
Richard Süßmeier (2012)

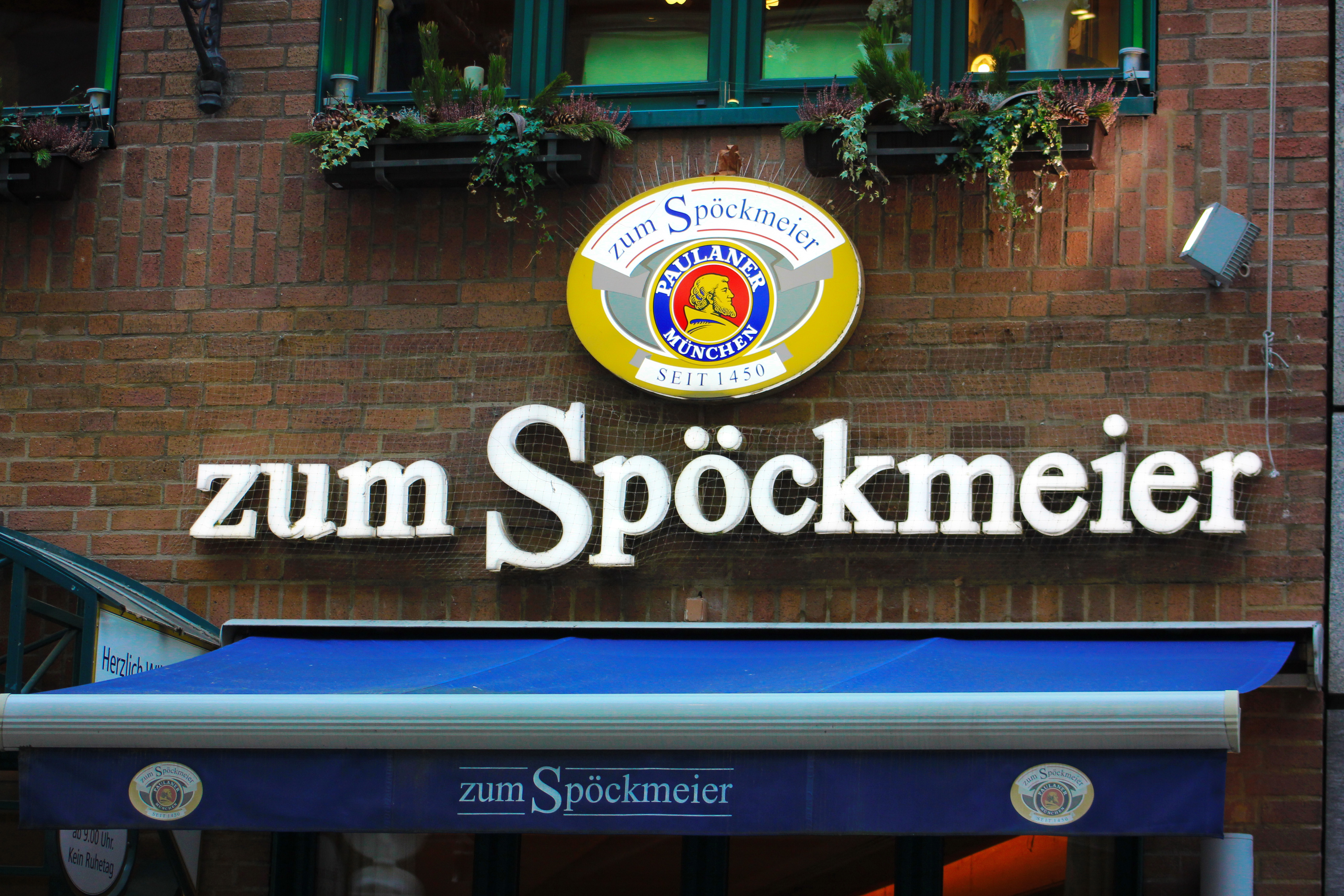
Schild der Gaststätte Zum Spöckmeier

Richard Süßmeier (* 22. August 1930 in München; † 30. November 2020) war ein deutscher Hotelier, Gastronom und Wirt des Oktoberfests. Von 1958 bis 1984 war er Festwirt des Armbrustschützenzelts und ab 1970 Sprecher der Wiesnwirte.

## Leben
Die Eltern Süßmeiers waren ebenfalls Wirte und betrieben in München zunächst das Kapuzinereck am Baldeplatz in München und dann den Straubinger Hof am Viktualienmarkt. Der gebürtige Münchner besuchte ein Realgymnasium und absolvierte 1953 und 1954 ein Praktikum in der Wirtsmetzgerei im Rheinhof. Danach folgte ein einjähriger Kurs an der Hotelfachschule in Bad Reichenhall. Als gelernter Gastwirt und Hotelier betrieb er nach dem Tod seines Vaters im Jahr 1948 als Juniorwirt den elterlichen Betrieb Straubinger Hof. Kurz danach starben seine beiden Brüder.
1958 erwarb er das damals verhältnismäßig kleine Armbrustschützenzelt auf dem Oktoberfest, das er innerhalb weniger Jahre systematisch zu einem Großunternehmen aufbaute. In derselben Zeit wurde er zum Sprecher der Wiesnwirte und galt als Schrecken des Münchener Kreisverwaltungsreferats und der Bayerischen Staatskanzlei.
1984 verursachte er einen lokalen Politskandal, als er sich über den damaligen Kreisverwaltungsreferenten Peter Gauweiler lustig machte. Süßmeier verkleidete sich als Gauweiler und ließ sarkastische Plakate mit Gauweilers Konterfei und dem Spruch „Gauweiler sieht dich – Gauweiler is watching you“ in seinem Armbrustschützenzelt aufhängen. Infolge seiner Aktionen verschärfte die Kreisverwaltung die Kontrollmaßnahmen um Süßmeiers Betrieb, was am 30. September 1984 zum sofortigen Verlust der Wiesnkonzession während des Oktoberfestes und zum Rücktritt als Sprecher der Wiesnwirte führte. 1989 bewarb er sich erfolglos um das Hackerzelt.
Er heiratete Christa Pschorr, die Tochter des Brauereibesitzers Walter Pschorr, der gegen die Hochzeit war. Aus der nach 25 Jahren geschiedenen Ehe stammen ein Sohn und eine Tochter. Auf dem Höhepunkt seiner Karriere übernahm er das Traditionsgasthaus Spöckmeier am Marienplatz und erwarb das Forsthaus Wörnbrunn in Grünwald, welch letzteres 1991 fast ganz abbrannte. Er war außerdem Betreiber und Pächter weiterer Gastwirtschaften im Raum München wie der Gaststätte Großmarkthalle, des Hotels Amba und des Großrestaurants auf dem Olympiagelände. 2007 erschien Richard Süßmeiers Biographie. Er lebte in Grünwald und starb im November 2020.

## Filmografie
- 1990: Das schreckliche Mädchen
- 1994: Tatort – … und die Musi spielt dazu
- 1996: Der Napoleon der Wirte, Dokumentarfilm von Bernd Dost, Dostfilme/Vedra Verlag (1996), ISBN 3-939-35617-4